# Ménalo (ciudad)
Ménalo es el nombre de una antigua ciudad griega de Arcadia.
Según la mitología griega su fundador epónimo fue Ménalo, y llegó a ser la ciudad más famosa de Arcadia.
En citada por Estrabón, que la menciona entre las ciudades arcadias de las que apenas se podían encontrar vestigios en su tiempo y no da detalles acerca de su ubicación.
Pausanias, por su parte, menciona que en su tiempo solo quedaban ruinas, restos de un templo de Atenea, así como de un estadio atlético y de un hipódromo. En la región de Ménalo sitúa las poblaciones de Dipea, Licea, Orestasio, Asea, Palantio, Eutea, Sumatia, Yasea, Peretes y Helisonte, así como la supuesta tumba de Árcade. De Ménalo era un famoso escultor llamado Nicodamo, autor de varias estatuas de divinidades y atletas que se hallaban en Olimpia. La ciudad también tuvo varios campeones olímpicos: Xenocles venció en la lucha infantil y Eutímenes venció en la lucha de hombres y antes en la de niños. Además Nicodamo realizó la estatua del pancraciasta Andróstenes y del púgil Damoxénidas. También fueron notables Eucámpidas e Hierónimo de Ménalo, que estaban entre los fundadores de Megalópolis.
Se ha sugerido que debió estar cerca de la actual población de Dasiá, al noroeste de Trípoli.